# Зорац-Карер
Зорац Карер (вірм. Զորաց Քարեր), також відомий як Караундж (вірм. Քարահունջ) — доісторичний мегалітичний комплекс, розташований неподалік від міста Сісіан марзу (області) Сюнік, Вірменія.

## Опис
Пам’ятка розташована на скелястому мисі біля міста Сісіан. Близько 223 великих кам’яних плит були знайдені в цьому районі. Вони були вивчені групою археологів з Інституту Близькосхідної археології Мюнхенського університету, який опублікував результати своїх досліджень у 2000. Вони прийшли до висновку, що Зорац Карер "переважно був некрополем від середньої бронзової доби до залізної". Мюнхенські археологи додали, що воно могло слугувати «як притулок під час війни», можливо, в елліністичний-римський період (бл. 300 до н. е. - 300 н. е.). Стіни скель і ущільненого ґрунту (суглинку) було побудовано навколо об'єкта з стрімких скель підключаючи до неї для армування: сьогодні тільки ці породи залишаються у вертикальному стані.
Близько 80 каменів мають круглий отвір, хоча тільки близько 50 з каменів вижили. Вони становлять інтерес для російських і вірменських археоастрономістів, які вважають, що вони могли б бути використані для астрономічних спостережень. Це було викликано чотирма отворами, що вказують на точку, де сонце сходить у день літнього і чотири інших у місці, де сонце сідає в той же день. Однак, отвори є відносно невивітрілими, тому не можуть бути доісторичного походження.
У розташованому неподалік місті Сісіан, є невеликий музей, присвячений здобуткам у цій галузі, у тому числі палеолітичної петрогліфи, знайденим на вершинах гір в районі, а також серйозним артефактам форми поховання бронзової доби пам’ятки з більш ніж 200 валами могил.
У 2004 пам’ятка була офіційно названа як Обсерваторія Караундж (Carahunge), за указом Парламенту (постанова № 1095-п, 29 липня, 2004).

## Альтернативна версія
Камені Зорац Карер, іноді також називають Караундж за ім'ям сусіднього села, що стало предметом численних спекуляцій з боку різних авторів, зокрема, Елмою Парсамян з Бюраканської обсерваторії в 1980 і Парісом Геруні, вірменським астрономом. Геруні стверджує, що пам’ятка була "храмом з великою та розвиненою обсерваторією, а також університетом". Він вважає, що храм був присвячений вірменському богу Сонця Арі. Він зробив огляд пам’ятки і стверджує, що їй 7600-4500 років.

## Галерея

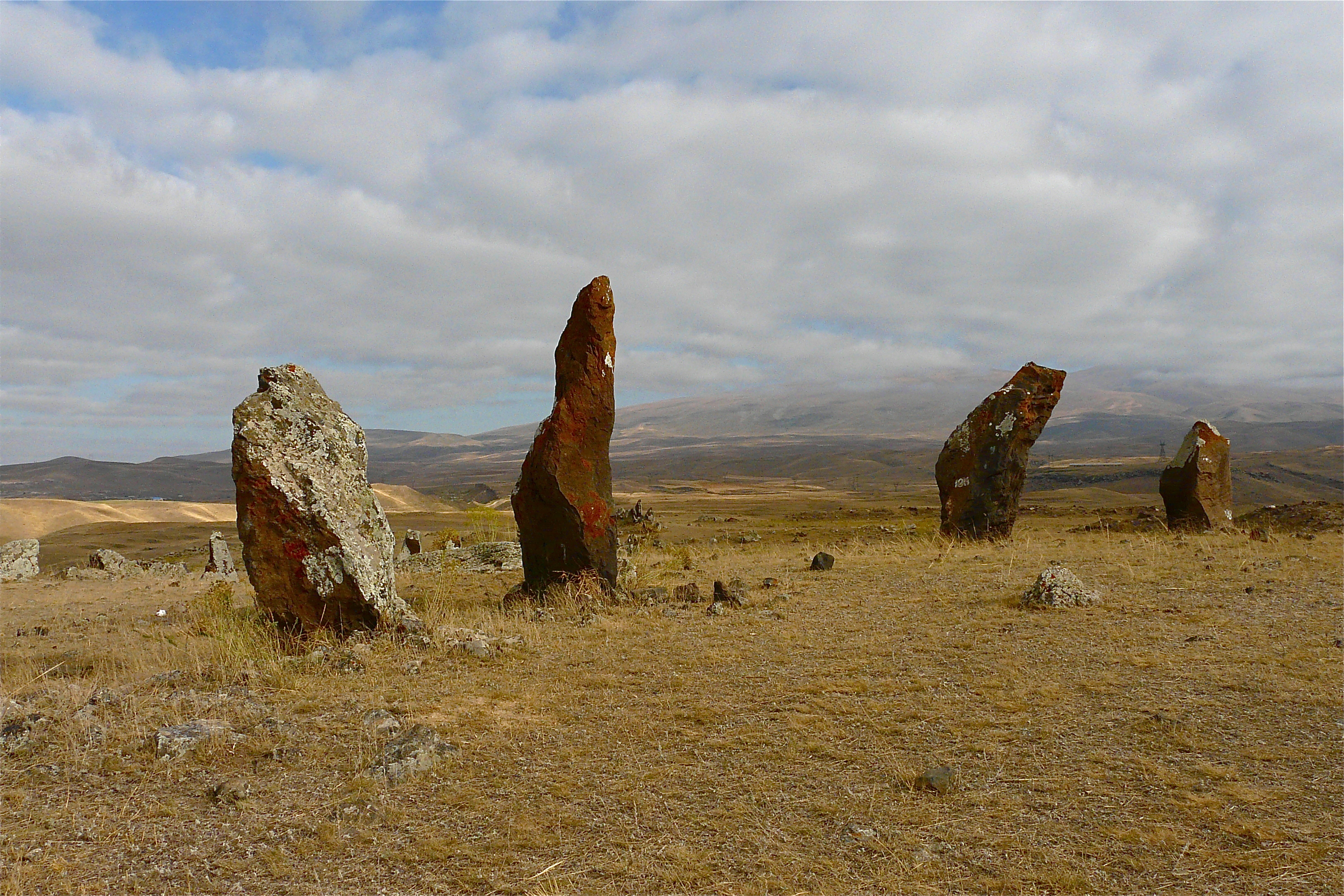
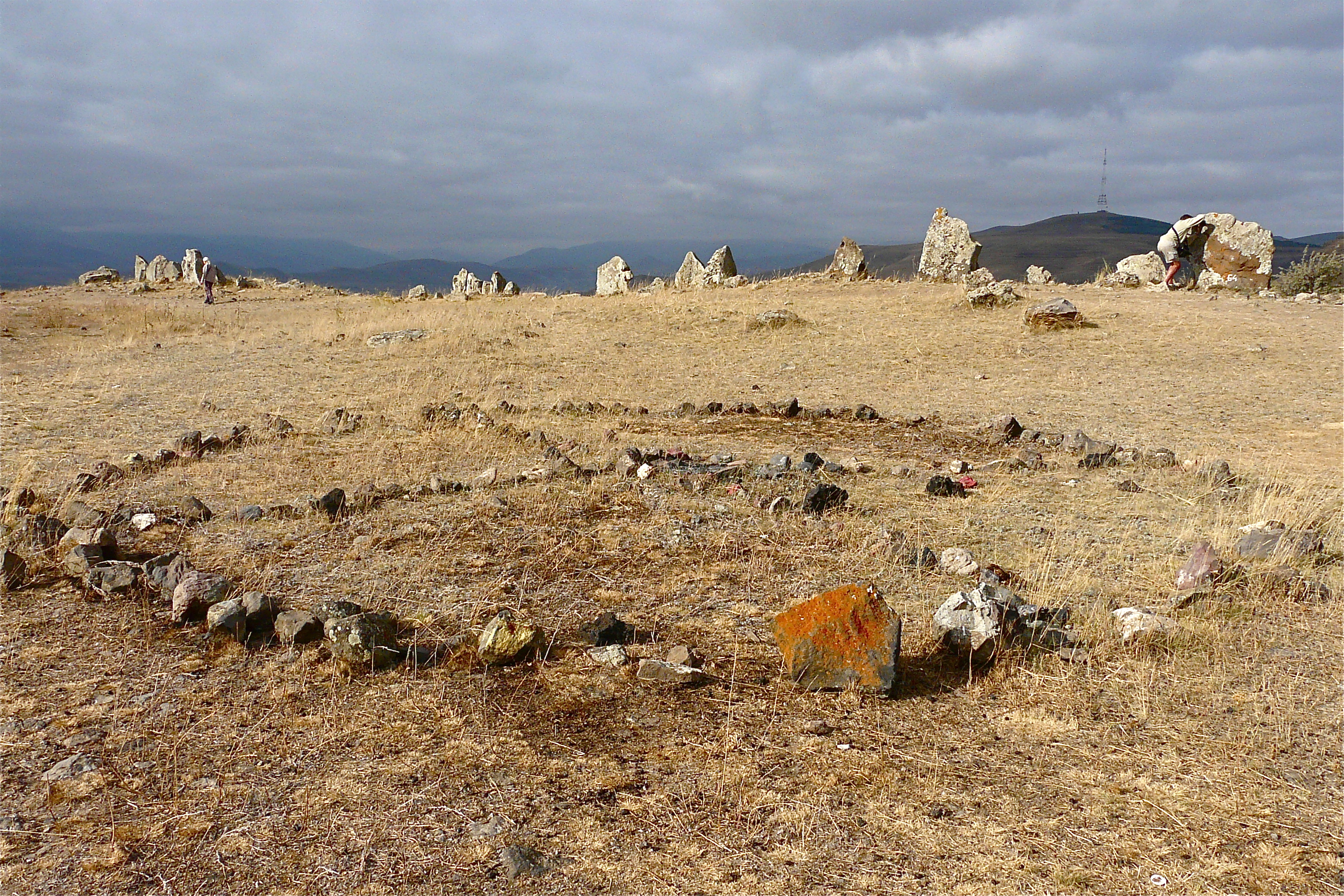
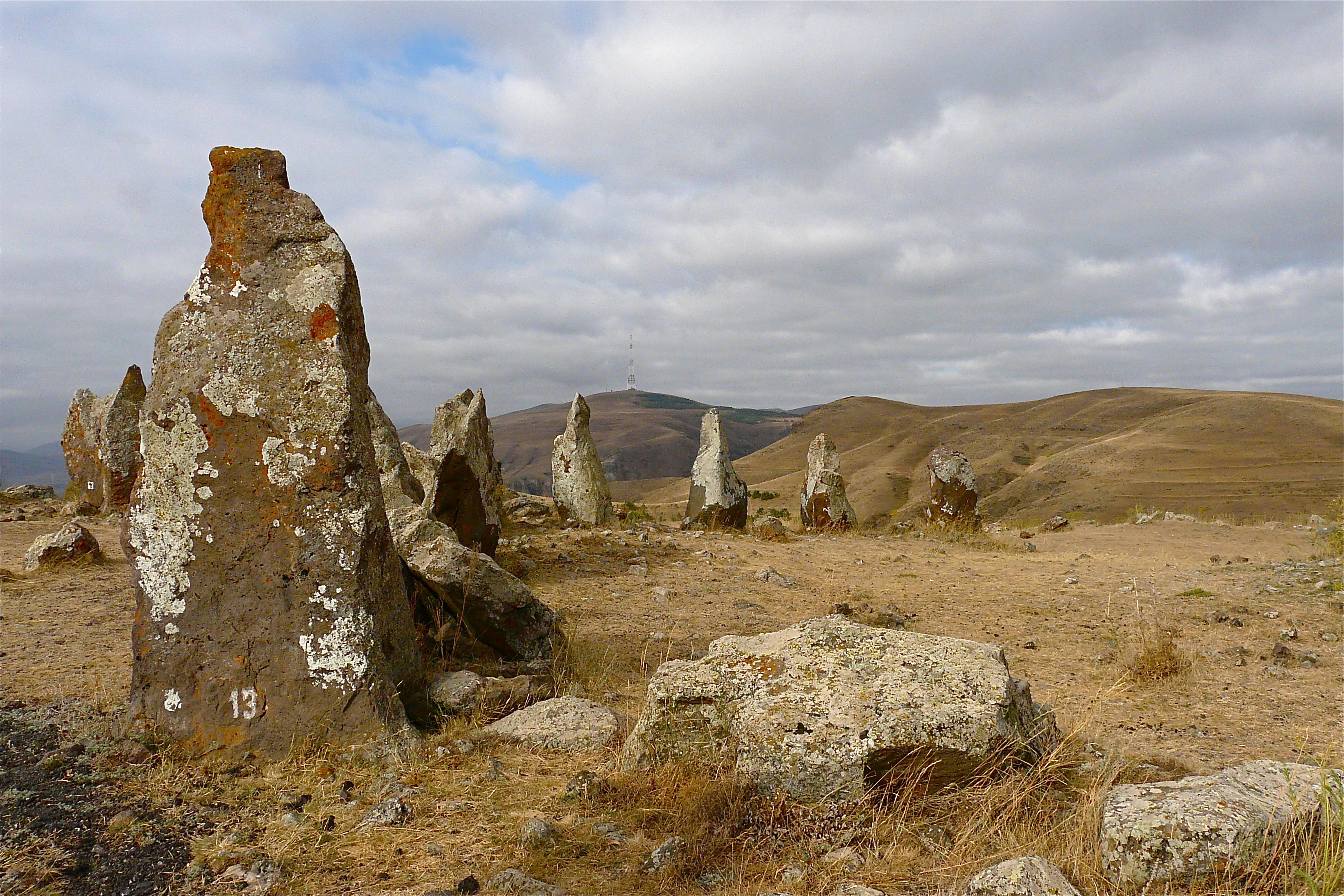
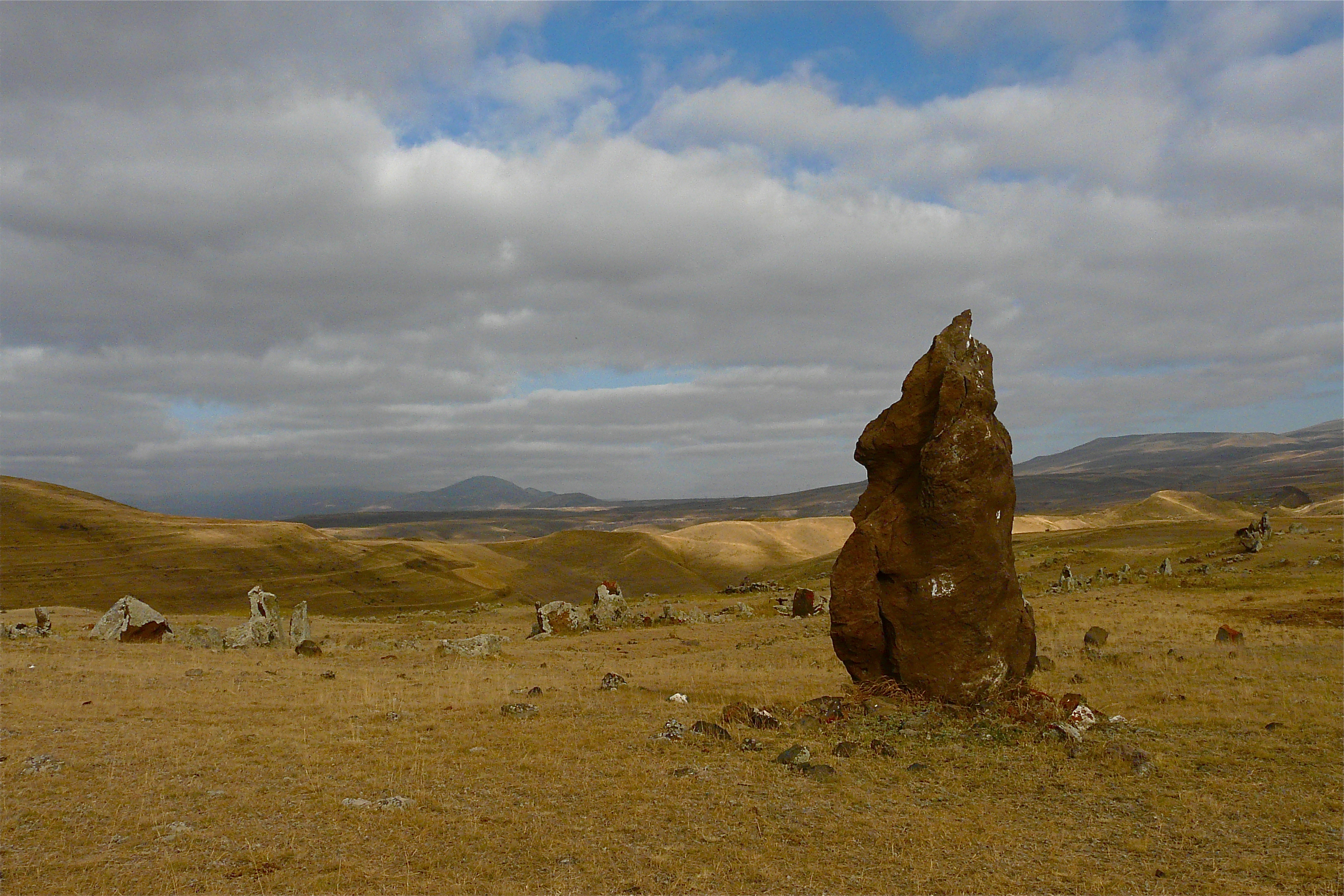
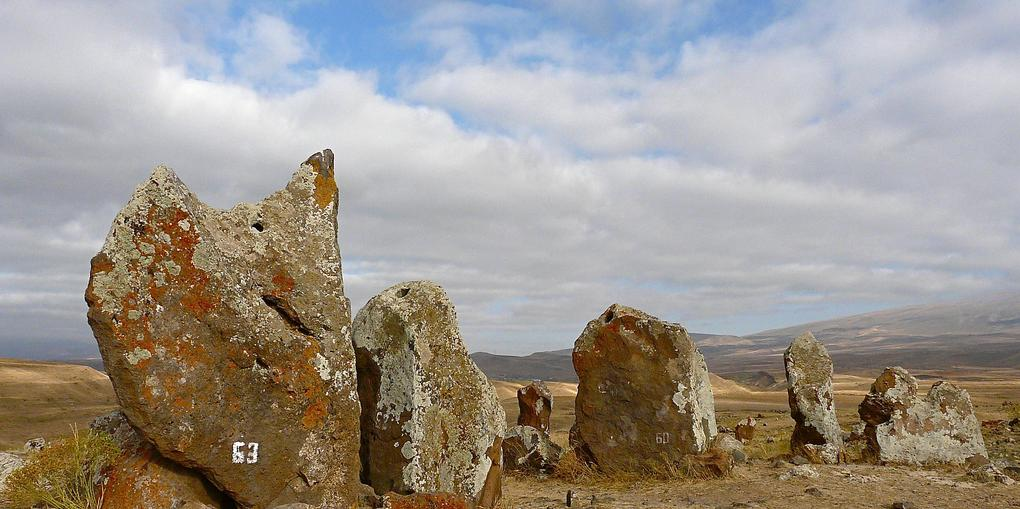